# Capella de la Salut
La Capella de la Salut és una capella dels segles XIII a XIV situada al carrer que porta el seu nom del municipi de Blanes (Selva). És una obra inclosa en l'Inventari del Patrimoni Arquitectònic de Catalunya.

## Descripció
Capella d'una nau quadrangular, campanar d'espadanya i absis semicircular a la part més oriental. L'orientació precisa és de Gregal a Garbí. Té la cobertura a dues aigües sobre volta de canó. L'accés conté unes escales de pedra i un aterrassament que inclou un banc corbat i que eleva l'entrada del carrer gairebé dos metres. L'absis i el presbiteri estan delimitats per un arc triomfal i a l'interior es mostren, sobre de l'altar, les imatges de veneració. Una d'aquestes imatges sembla encara l'original d'època barroca, que es va salvar del saqueig de 1936.
Pel que fa a la il·luminació, és reduïda, ja que només prové de la porta o de les petites, enreixades i baixes finestres que hi ha a banda i banda de la porta. El mobiliari interior està format per bancs de fusta i d'obra adossats a les parets. Sobre el portal d'accés hi ha una petita fornícula d'arc de mig punt, coberta d'un teulat de fusta a dues aigües, que conté la imatge de la Verge sobre petites rajoles cuites i pintades, com s'indica, el 1996.
L'edifici està integrat al pujol de la part absidial i els edificis del voltant s'hi encabalquen fins al punt de compartir teulada.

## Història
Les primeres notícies són de 1657, quan era una petita capella del raval fora muralles situat a l'antic camí de Lloret, en un indret de culte al voltant d'una font. Era la capella d'una barriada poblada de pagesos i bosquetaires. El nom de l'advocació ve originat per l'existència d'una font d'aigua abundant en el marge d'un camí. Durant molts segles, fins a l'any 1968, quan per raons urbanístiques i sanitàries va quedar suprimida la font, la capella va conservar d'advocació la Mare de Déu de la Font de la Salut. Actualment, però, ha quedat substituït pel de Mare de Déu de la Salut.
El 1936 fou totalment destruïda i, durant els anys quaranta, fou reconstruïda. S'hi celebra, cada 8 de setembre, la festivitat de la Verge, caracteritzada per la tradició de posar-hi gerres amb aigua beneïda i anissos. És el recordatori del vas d'aigua que en el dia de la festa bevien de l'antiga font.